# سعيد الوكيل (ناقد)
سعيد الوكيل (28 أغسطس 1966 -) هو كاتب وناقد وأستاذ جامعي مصري.

## حياته
- سعيد أحمد محمود الوكيل هو شاعر وناقد وباحث في المجالات: الأدب والنقد والشعر، وهو من جيل الثمانينيات في مصر. ولد في 28 أغسطس 1966 بالقاهرة

- ليسانس الآداب الممتازة في عام 1988 بتقدير جيد جدا مع مرتبة الشرف، قسم اللغة العربية في كلية الآداب، جامعة عين شمس.[1]
- ماجستير في النقد الأدبي بتقدير ممتاز في ديسمبر 1995 بعنوان «المعارج والتنزيلات عند ابن عربي: دراسة في النص الأدبي الصوفي»، قسم اللغة العربيِة في كليهَ الآداب، جامعة عين شمس.[2]
- دكتوراه في النقد الأدبي مع مرتبة الشرف الأولي في أكتوبر 2001 بعنوان «الجسد في الرواية العربية المعاصرة: الموقع – التعبير - المفهوم»، قسم اللغة العربيِة في كليهَ الآداب، جامعة عين شمس.[3]

## مسيرته
- أستاذ اللغة العربية والأدب والنقد في كلية الآداب (جامعة عين شمس).
- عمل كذلك في معهد اللغة العربية في الجامعة الأمريكية بالقاهرة، والمعهد الدولي للغات (ILI) في القاهرة.

- 2015: وكيل كلية الآداب للدراسات العليا والبحوث.
- 2014: أستاذ الأدب والنقد بكلية الآداب، جامعة عين شمس.
- 2008: أستاذ الأدب والنقد (المساعد) بكلية الآداب، جامعة عين شمس.
- 2001: مدرس النقد والأدب العربي الحديث في كلية الآداب، جامعة عين شمس.
- 1995: مدرس مساعد بقسم اللغة العربية، كلية الآداب، جامعة عين شمس.
- 1990: معيد بقسم اللغة العربية، كلية الآداب، جامعة عين شمس.

## نشاطه
- عضو الجمعية المصرية للنقد الأدبي.
- مشرف علي المنتديات الأدبية بالموقع الإلكتروني الرسمي لكلية الآداب بدءا من انطلاق الموقع.
- المشاركة في تحرير كل إصدارات الجمعية المصرية للنقد الأدبي منذ عام 1990، ومن بينها كل الكتب التي تضم أبحاث المؤتمر الدولي للنقد الأدبي منذ المؤتمر الأول بالقاهرة عام 1997 حتي المؤتمر الثالث عام 2003.
- المشاركة في الإعداد للمؤتمر الدولي الأول للنقد الأدبي تحت عنوان: «النقد الأدبي في منعطف القرن»، 20-24 أكتوبر 1997.
- المشاركة في تحرير مجلة معهد البحوث والدراسات العربية بدءا من عام 1998، والكتب والسلاسل التي يصدرها المعهد.
- مناقشة رواية «لا أحد ينام في الإسكندرية» لإبراهيم عبد المجيد، الجمعية المصرية للنقد الأدبي، 1998.
- مناقشة رواية «مدينة اللذة» لعزت القمحاوي، الجمعية المصرية للنقد الأدبي. 16/3/1998.
- إعداد ملف موسع عن أ.د/عز الدين إسماعيل بمناسبة بلوغه السبعين (بالمشاركة مع الصحفي والروائي الأستاذ عزت القمحاوي)، أخبار الأدب، ع 301، 18 أبريل 1999.
- المشاركة في الإعداد للمؤتمر الدولي الثاني للنقد الأدبي تحت عنوان: «النقد الأدبي علي مشارف القرن»، 20-24 سبتمبر 2000.
- موقف الإسلام من حرية الإبداع، محاضرة أُلقيت في المعهد البريطاني بالصحفيين، أغسطس 2001.
- شهادة عن التجربة الشعرية، محاضرة أُلقيت في الجمعية المصرية للنقد الأدبي، 2001.
- مناقشة المجموعة القصصية «الحلم يخلع نعليه» لمحمد سعد أبو الجود، قصر ثقافة الفيوم، 6 سبتمبر 2002.
- عمل مسئولا ثقافيا بمكتب جائزة باشراحيل للإبداع الثقافي بالقاهرة في دورتها الأولي عام 2003.
- عمل خبيرا بلجنة المصطلحات الأدبية بمجمع اللغة العربية بالقاهرة بدءا من عام 2003 حتي الآن.
- المشاركة في إعداد المؤتمر الدولي الثالث للنقد الأدبي تحت عنوان: «النقد الثقافي»، 10–14 نوفمبر 2003.
- مناقشة رواية «العابرون» لمحمد إبراهيم طه، ورشة الزيتون، 2005.
- قراءات في روايات لمجموعة من شباب الروائيين، أُلقيت في معرض القاهرة الدولي للكتاب، الدورة الثامنة والثلاثون، 17 يناير–3 فبراير 2006. وتلك الأعمال هي: «سحر أسود» لحمدي الجزار، و«استقالة ملك الموت» لصفاء النجار، و«بمناسبة الحياة» لياسر عبد الحافظ.
- «الأدب والنص التشعبي»، محاضرة أُلقيت في سمينار قسم اللغة العربية، كلية الآداب، جامعة عين شمس، 27 نوفمبر 2006.
- «بعيون اللغة نرى الآخرين»، بحث أُلقي في ندوة «اللغة العربية وقضايا العصر»، المجلس الأعلي للثقافة، 27-28 ديسمبر 2006.
- التداخل النصي في قصص الأطفال عند عبد الوهاب المسيري، بحث أُلقي في مؤتمر عبد الوهاب المسيري؛ الرؤية والمنهج، كلية الاقتصاد والعلوم السياسية، جامعة القاهرة، 14–16 فبراير 2007.
- عز الدين إسماعيل والترجمة الخلاقة، بحث أُلقي في حلقة بحثية بعنوان «عز الدين إسماعيل مبدعا وناقدا»، المجلس الأعلي للثقافة، 17 مارس 2007.

## أعماله

### الكتب والأبحاث
1. تحليل النص السردى: معارج ابن عربي نموذجا، الهيئة المصرية العامة للكتاب، القاهرة، ط1، 1998.
2. «الجسد في الرواية العربية المعاصرة»، الثقافة الجماهيرية، كتابات نقدية، مارس 2004.
3. «أثر الكتابة الصوفية في الكتابة الروائية: إبراهيم الكوني نموذجا»، ضمن كتاب «ندوة التجربة الصوفية بين الفن والفلسفة»، مركز الدراسات الإنسانية والمستقبليات، جامعة عين شمس، أبريل 2000.
4. «علاقة الأنا بالآخر في الخطاب الحكائي التراثي»، ضمن الأعمال المنشورة لأبحاث «ندوة جدلية الذات والآخر في الثقافة العربية» (10–14 أبريل 2002)، مركز الدراسات الإنسانية والمستقبليات، كلية الآداب، جامعة عين شمس.
5. «قراءة في الإنتاج العلمي لمعهد البحوث والدراسات العربية»، ضمن كتاب صُدر عن المعهد في 2002، بمناسبة اليوبيل الذهبي للمعهد.
6. «الأدب التفاعلي العربي: الجذور والبدايات والآفاق»، ضمن كتاب أعمال مؤتمر أدباء مصر تحت عنوان «الثقافة السائدة والاختلاف»، والذي عُقد في بورسعيد، 26–28 ديسمبر 2005، الهيئة العامة لقصور الثقافة، القاهرة، 2005.
7. ثنائية المقدس والمدنس: قراءة في «تحفة العروس» و«الكاما سوترا»، ضمن «التواصل الثقافي: تأملات في المفهوم والتداول»، منشورات كلية الآداب والعلوم الإنسانية بالمحمدية، جامعة الحسن الثاني، المغرب، ط1، 2006.

### المقالات
1. «النشوة السماوية علي جدران المعابد الهندية»، مجلة سطور، العدد 22، سبتمبر 1998.
2. «نعيم المتصوفة.. جحيم غيرهم»، مجلة سطور، العدد 24، نوفمبر 1998.
3. «نوبل علي الإنترنت»، مجلة سطور، العدد 25، ديسمبر 1998.
4. «الحلاج.. جدل التضحية والعشق»، مجلة سطور، العدد 27، فبراير 1998.
5. «يغترب ليجد قلبه»، مجلة سطور، العدد 31، يونية 1999.
6. «يصطاد الحواديت فتخرج له نبتة الخلود»، قراءة في ديوان «عيل بيصطاد الحواديت»، لمجدى الجابرى، مجلة الثقافة الجديدة، العدد 130، يوليو 1999.
7. «الجسد الجسر.. الجسد الذبيح»، مجلة سطور، العدد 34، سبتمبر 1999.
8. «فتنة الكلمات وفتنة الطوائف: في التربية الدينية للأطفال»، مجلة أدب ونقد، ع 174، فبراير 2000.
9. «هذا جسدي.. هذا دمي»، مجلة سطور، العدد 65، أبريل 2002.
10. «آلهة صغيرة أم أناس عاديون؟ قراءة في قصص سحر الموجي»، جريدة أخبار الأدب.
11. «شريعة القطة: قصة الخلق من منظور دنيوي»، جريدة أخبار الأدب، ع 527، 17 أغسطس 2003.
12. «بهجة العمي الورقي»، جريدة أخبار الأدب، ع 524، 27 يوليو 2003.
13. «الانسحاق في عالم الصورة»، جريدة أخبار الأدب، ع 624، 26 يونيو 2005.
14. «أن تكون عماد أبو صالح»، جريدة أخبار الأدب، ع 631، 14 أغسطس 2005.
15. «إشارات الشيخ وتجلياته»، جريدة أخبار الأدب، ع 635، 11 سبتمبر 2005.
16. «جماليات الإبداع التفاعلي»، جريدة أخبار الأدب، ع 639، 9 أكتوبر 2005.
17. «خرافة الواقعية الإلكترونية»، جريدة أخبار الأدب، ع 642، 30 أكتوبر 2005.
18. «قراءة في خطاب الاحتجاج»، جريدة أخبار الأدب، ع 646، 4 ديسمبر 2005.
19. «سِحْرٌ أسود لكاهن الضوء والظلمة»، جريدة أخبار الأدب، ع 652، 8 يناير 2006.
20. «بمناسبة الحياة والموت أيضا»، جريدة أخبار الأدب، ع 656، 5 فبراير 2006.
21. «ثنائية القاهر والمقهور في أحلام منسية»، جريدة أخبار الأدب، ع 658، 19 فبراير 2006.
22. «من كيد النساء إلي كيد الرجال» (قراءة في رواية خيري عبد الجواد)، جريدة أخبار الأدب، ع 676، 25 يونيو 2006.
23. «العابرون بين التصوف والجنون»، مجلة الثقافة الجديدة، ع 188، مارس 2006.
24. «امرأة تقبل استقالة ملك الموت» (قراءة في رواية صفاء النجار)، مجلة الهلال، سبتمبر 2006.

### الإبداع الأدبي
1. ديوان من مدونات إنسان نياندرتال (طبعة خاصة)، القاهرة، 1999.
2. ديوان ما قالت ليلي للمجنون، دار قباء، القاهرة، يناير 2000.
3. ديوان جسدي.. ذلك الذي هناك، الهيئة العامة لقصور الثقافة، إبداعات، ع 192، ط1، 2003.
4. قالت الأشياء لي (ديوان للفتيات والفتيان، فائز بجائزة هيئة قصور الثقافة عام 1999)، سلسلة قطر الندي، ع 126، هيئة قصور الثقافة، ط1، 2006.
5. قصيدة أشياء صغيرة، مجلة الثقافة الجديدة، العدد 59، أغسطس 1993.
6. قصائد من ديوان «من مدونات إنسان نياندرتال»، مجلة إبداع، سبتمبر 1999.
7. قصيدة تميمة لأجل النسيان، مجلة الثقافة الجديدة، العدد 189، أبريل 2006.

### الإنتاج العلمي
1. «جدل الثقافي والسردي»، بحث ضمن كتاب أعمال المؤتمر الدولي الثالث للنقد الأدبي تحت عنوان «النقد الثقافي»، القاهرة، 10–14 نوفمبر 2003.
2. «الرحلة بين النص القرآني والنص الصوفي»، مجلة ألف، ع 26، القاهرة، 2006.
3. «جماليات السرد في الرواية التشعبية»، بحث أُلقي في المؤتمر الدولي الرابع للنقد الأدبي، 1-5 نوفمبر 2006.
4. السرد الروائي المصري المعاصر: الرؤية وتقنيات الكتابة، دار النهضة العربية، القاهرة، ط1، 2007.
5. «تحيز الناقد بين الخطيئة والتكفير»، بحث أُلقي في مؤتمر حوار الحضارات والمسارات المتنوعة للمعرفة، كلية الاقتصاد والعلوم السياسية، جامعة القاهرة، 10–13 فبراير 2007.
6. «التداخل النصي في القصص الموجهة إلي الأطفال»، بحث مقبول للنشر في مجلة ألف، ع 27، القاهرة، 2007.